# Campylopterus hemileucurus
El colibrí morado (Campylopterus hemileucurus), también denominado ala de sable violeta, ala de sable violáceo (en Costa Rica), ala de sable coliancha (en Honduras), alasable violáceo (en Panamá), sable violáceo (en Nicaragua) o fandanguero morado (en México), es una especie de ave apodiforme de la familia Trochilidae —los colibríes— perteneciente al género  Campylopterus. Es nativa de América Central y sureste de México. Es el colibrí más grande de su género y el mayor de América Central.

## Distribución y hábitat
Se distribuye de forma disjunta por zonas montañosas desde el sureste de México, por Belice, Guatemala, El Salvador, Honduras, Nicaragua, Costa Rica, hasta el oeste de Panamá.
Habita en el sotobosque de bosques montanos siempreverdes húmedos, en los bordes de los bosques, en bosques antiguos de segundo crecimiento, en plantaciones de bananeras y en jardines de flores. En altitudes entre 500 y 2000 m en México y entre 1500 y 2400 m en Costa Rica, donde suele bajar hasta los 400 m fuera de la temporada reproductiva.

## Reproducción
La hembra del colibrí morado pone dos huevos blancos en un nido de copa relativamente grande en una rama horizontal baja, generalmente sobre un arroyo.

## Sistemática

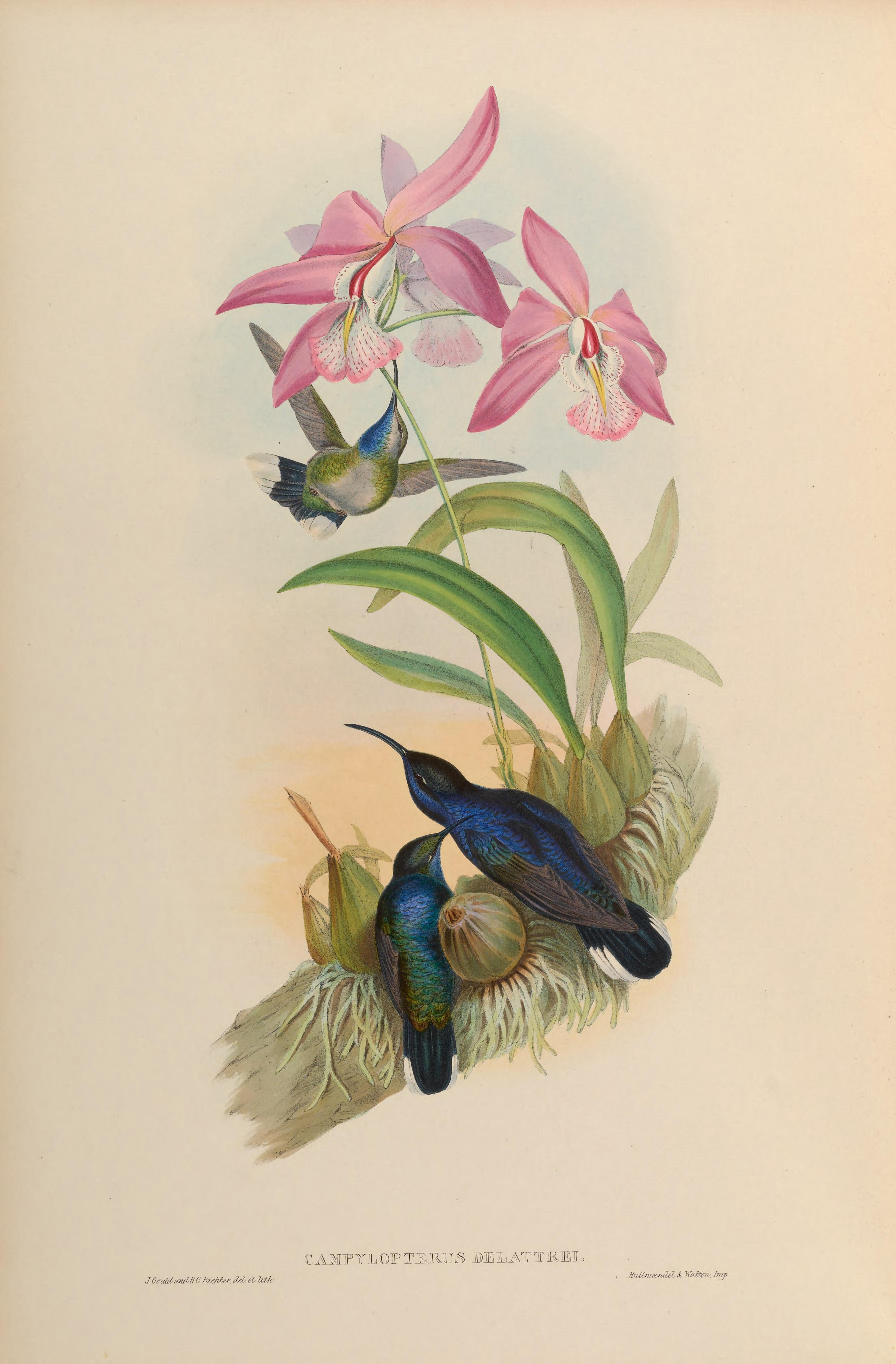
Campylopterus delattrei, sinónimo de Campylopterus hemileucurus, ilustración de Gould y Richter en A monograph of the Trochilidae, or family of humming-birds 2, 1861.

### Descripción original
La especie C. hemileucurus fue descrita por primera vez por el naturalista alemán Wilhelm Deppe en 1830 bajo el nombre científico Trochilus hemileucurus; su localidad tipo es: «México».

### Etimología
El nombre genérico masculino «Campylopterus» se compone de las palabras del griego «kampulos» que significa ‘curvado, curvo’ y «pteros» que significa ‘de alas’; y el nombre de la especie «hemileucurus» se compone de las palabras del griego «hēmi» que significa ‘mitad’, «leukos» que significa ‘blanco’ y «oura» que significa ‘cola’.

### Subespecies
Según las clasificaciones del Congreso Ornitológico Internacional (IOC) y Clements Checklist/eBird  se reconocen dos subespecies, con su correspondiente distribución geográfica:
- Campylopterus hemileucurus hemileucurus  (Deppe, 1830) – sur de México (Guerrero, sur de Veracruz) irregularmente hacia el sur hasta el centro norte de Nicaragua.
- Campylopterus hemileucurus mellitus Bangs, 1902 – Costa Rica hasta el centro oeste de Panamá (Veraguas al oeste de la península de Azuero).